# Granulació fotosfèrica
La granulació fotosfèrica és l'aspecte que presenta la «superfície» solar (anomenada fotosfera), formada per un gran nombre de grànuls brillants en moviment. Aquests grànuls tenen moltes vegades forma hexagonal i estan separats per fines línies fosques. Són l'evidència del moviment balbotejant de gasos calents en la part exterior del Sol a conseqüència del transport de la calor des de l'interior a l'exterior per convecció.
La duració mitjana d'aquests grànuls és d'uns nou minuts. El diàmetre mitjà dels grànuls individuals és d'uns 700 a 1.000 km i resulten particularment notoris en els períodes de mínima activitat solar. Hi ha també moviments turbulents a una escala major, que s'anomena supergranulació, amb diàmetres típics d'uns 35.000 km. Cada supergranulació conté centenars de grànuls individuals i, per lògica, en ser majors, sobreviuen més temps, entre 12 i 20 hores. Va ser Richard Christopher Carrington (1826-1875), cerveser i astrònom aficionat, el primer a observar la granulació fotosfèrica en el segle xix. El 1896, el francès Pierre Jules Cèsar Janssen (1824-1907) va aconseguir fotografiar per primera vegada la granulació fotosfèrica.